# Abraxas (album)
| Recensione              | Giudizio            |
| ----------------------- | ------------------- |
| AllMusic                |                     |
| Robert Christgau        | C+                  |
| Storia della musica     |                     |
| Sputnikmusic            | 5.0 (Classic)       |
| Piero Scaruffi          |                     |
| Ondarock                | (Disco consigliato) |
| Dizionario del Pop-Rock |                     |
| 24.000 dischi           |                     |

Abraxas è il secondo album del gruppo rock dei Santana, pubblicato dalla casa discografica Columbia Records nel settembre del 1970.

## Descrizione
Rispetto al primo album del gruppo, Abraxas definisce più concretamente lo stile iniziale di Santana: una fusione tra suono tipico latino e rock and roll, contaminato da influenze blues e jazz, che hanno reso questo album un classico. Nel 2020, la rivista Rolling Stone ha inserito l'album al 334º posto della sua lista dei 500 migliori album secondo Rolling Stone.
Doveva essere un disco interlocutorio, con storici pezzi di mambo ed esperimenti di jazz latino. Invece fu l'atto di nascita della "poesia delle mescolanze". Quasi senza saperlo, Santana e i suoi inventarono la world music applicando la lezione dei vicoli messicani alla cultura occidentale. Considerato spesso come il migliore tra gli album di Santana, ebbe un enorme successo internazionale proprio per la sua miscela di influenze latine con temi rock caratterizzati da overdrive di chitarra elettrica ed organo. Abraxas dimostrò al pubblico anche la versatilità stilistica del chitarrista messicano, come nel brano Samba pa ti e Incident at Neshabur, entrambi strumentali. Le percussioni latine - congas, timbales e bongos - si rendono più evidenti in questo secondo album, laddove nel primo prevalevano le improvvisazioni blues e rock.
Nella classifiche Billboard 200 (sei settimane) ed ARIA Charts raggiunse la prima posizione, la terza posizione nella VG-lista, la quarta in Germania Ovest. Nelle chart inglesi, francesi ed olandesi Abraxas arrivò al 7º posto. Nel 1999 l'album entra nella Grammy Hall of Fame Award.

Il titolo dell'album deriva da una citazione del libro Demian di Hermann Hesse:
"Eravamo di fronte a lui e cominciammo a gelare dentro per lo sforzo. Abbiamo interrogato il dipinto, lo abbiamo vituperato, fatto l'amore con lui, pregato: lo abbiamo chiamato madre, lo abbiamo chiamato puttana e sgualdrina, lo abbiamo chiamato nostro amato, lo abbiamo chiamato Abraxas…".
Il termine Abraxas ha quindi un'origine gnostica.
Nel 1998, la Sony ha pubblicato una versione rimasterizzata, con tre brani inediti live: Se a cabo, Toussaint l'overture e Black Magic Woman/Gypsy Queen, registrati live alla Royal Albert Hall il 18 aprile del 1970.
Nel 1998, la Sony Music Entertainment in Giappone, parte della Sony Music, ha pubblicato anche una versione rimasterizzata di tipo SACD. Questo disco è registrato in stereo che comprende un unico strato SACD. Ciò vuol dire che i normali lettori non leggeranno il disco. Il SACD contiene le stesse tracce della versione CD.
Nel 2008, la Mobile Fidelity Sound Lab ha pubblicato un'ulteriore versione dell'album, rimasterizzata sul loro ULTRADISC II (24K) Gold CD & LP.
La copertina rappresenta un particolare del dipinto del 1961 L'annunciazione, di Mati Klarwein.

## Singoli

### Samba Pa Ti
Samba Pa Ti, tradotto in italiano significa "Samba per te".
Questo pezzo strumentale, tra i più noti dell'album e di tutta la carriera di Santana, fu ripreso nel 1982 da José Feliciano, che aggiunse un testo nella prima parte per poi finire proprio con Santana come Guest musicale in un eccezionale duetto di grandi chitarre (classica spagnoleggiante di Feliciano ed elettrica di Santana) nel crescente finale strumentale. È anche uno dei brani presenti nel libro di Nick Hornby 31 canzoni. È stato utilizzato nel Regno Unito come musica di sottofondo per gli annunci TV di "Marks & Spencer" del 2006.

## Accoglienza

### Critica
Il disco venne accolto molto positivamente dalla critica musicale.
Nel 2003, la rivista Rolling Stone ha inserito l'album alla posizione n° 205 della sua lista dei 500 migliori album di tutti i tempi, spostandolo poi nell'aggiornamento svolto nel 2012 della lista alla n° 207, e poi riposizionandolo nuovamente alla n° 334 nell'aggiornamento del 2020.
Nel 2015, l'album è stato inoltre inserito dalla rivista Billboard nella sua lista dei "50 album latini essenziali degli ultimi 50 anni".
Soltanto nel 1978 l'importante critico musicale specializzato nella musica rock Robert Christgau, scrivendo su The Village Voice, diede al disco una recensione piuttosto negativa, assegnandogli una modesta valutazione di "C+" e definendolo "una performance non orrenda, ma probabilmente un esperimento fallito, o un lavoro piacevole ma da quattro soldi".

## Tracce

### LP
Lato A (AL 30130)
1. Singing Winds, Crying Beasts – 4:48 (musica: Michael Carabello) – Registrato il 12 luglio 1970
2. Black Magic Woman*/Gypsy Queen** – 5:17 (Peter Green */Gabor Szabo**) – Registrato il 4 giugno 1970 (Black Magic Woman)/Registrato il 5 giugno 1970 (Gypsy Queen)
3. Oye como va – 4:17 (Tito Puente) – Registrato l'8 luglio 1970
4. Incident at Neshabur – 4:58 (musica: Alberto Gianquinto, Carlos Santana) – Registrato il 2 maggio 1970

Lato B (BL 30130)
1. Se a cabo – 2:49 (José Areas) – Registrato il 12 luglio 1970
2. Mother's Daughter – 4:25 (Gregg Rolie) – Registrato nel giugno 1970
3. Samba pa ti – 4:46 (musica: Carlos Santana) – Registrato il 19 luglio 1970
4. Hope You're Feeling Better – 4:10 (Gregg Rolie) – Registrato il 24 luglio 1970
5. El nicoya – 1:29 (José Areas) – Registrato l'11 luglio 1970

### CD
Edizione CD del 1998, pubblicato dalla Columbia/Legacy Records (CK 65490)
1. Singing Winds, Crying Beasts – 4:51 (musica: Michael Carabello)
2. Black Magic Woman/Gypsy Queen – 5:19 (Peter Green/Gabor Szabo)
3. Oye como va – 4:17 (Tito Puente)
4. Incident at Neshabur – 4:58 (musica: Alberto Gianquinto, Carlos Santana)
5. Se a cabo – 2:50 (José Areas)
6. Mother's Daughter – 4:25 (Gregg Rolie)
7. Samba pa ti – 4:45 (musica: Carlos Santana)
8. Hope You're Feeling Better – 4:10 (Gregg Rolie)
9. El nicoya – 1:30 (José Areas)
10. Se a cabo – 3:47 (José Areas) – Traccia bonus - Registrato dal vivo al The Royal Albert Hall di Londra il 18 aprile 1970
11. Toussaint l'ouverture – 4:52 (Carlos Santana, Gregg Rolie, José Areas, David Brown, Michael Carabello, Michael Shrieve) – Traccia bonus - Registrato dal vivo al The Royal Albert Hall di Londra il 18 aprile 1970
12. Black Magic Woman/Gypsy Queen – 4:57 (Peter Green/Gabor Szabo) – Traccia bonus - Registrato dal vivo al The Royal Albert Hall di Londra il 18 aprile 1970

## Formazione
- Carlos Santana - chitarra e voce
- José Chepito Areas - timbales, congas, percussioni
- David Brown - basso
- Mike Carabello - congas
- Gregg Rolie - organo, piano acustico, piano elettrico, voce
- Michael Shrieve - batteria

Altri musicisti
- Alberto Gianquinto - piano acustico (brano: Incident at Neshabur)
- Rico Reyes - voce (brano: Oye como va), voce e percussioni (brano: El nicoya)

Produzione
- Fred Catero e Santana – produttori
- Registrazioni (eccetto brano: Incident at Neshapur) effettuate al Wally Heider Recording Studio di San Francisco, California
- Dave Brown e John Fiore – ingegneri delle registrazioni
- MATI – artwork copertina album
- Bob Venosa – grafica copertina album
- Marian Schmidt – foto copertina album
- Joan Chase – foto interne copertina album[24]

## Classifica
Album
| Anno | Classifica                | Posizione raggiunta |
| ---- | ------------------------- | ------------------- |
| 1970 | Billboard 200             | 1                   |
| 1970 | Official Albums Chart     | 7                   |
| 1970 | Offiziellechart Top Alben | 4                   |
| 1970 | Dutch Charts              | 7                   |
| 1971 | Hit parade Italia Album   | 4                   |